# Thomas Lehmen
Thomas Lehmen (* 1963 in Oberhausen) ist ein deutscher  Choreograph und Tänzer.

## Leben
Von 1986 bis 1990 studierte er an der School for New Dance Development in Amsterdam.  Anschließend lebte er  bis Juli 2010 in Berlin. Hier entwickelte er zahlreiche Soli, Gruppenstücke und Projekte: u. a. „distanzlos“, „mono subjects“, „Schreibstück“, „It’s better to…“, „Lehmen lernt“.  Seit 2011  ist Thomas Lehmen in Dinslaken wohnhaft und produzierte die Stücke „Schrottplatz“ und „Bitte…“. Seine Arbeiten werden weltweit aufgeführt.

## Gestaltung
Die Herangehensweisen, die oft sprachliche Elemente beinhalten, weisen konzeptionelle Methoden und Darstellungsformen auf.  In der tänzerischen Komponente arbeitet er u. a. mit Interrelationen der Tänzer und tänzerischen Dialogen.
Er unterrichtete an Universitäten z. B. in Amsterdam, Hamburg, Berlin, Reykjavík, Jakarta, Gießen, Arizona State University und gibt Workshops auf internationaler Ebene. In seiner Lehrtätigkeit arbeitet er unter anderem mit den obigen seiner Themen, wie auch mit choreografischen Systemen, die auf eine individuell künstlerische Gestaltung innerhalb gesellschaftlicher Zusammenhänge abzielen.

### Stücke
- 1995  Brainsand (Fabrik Potsdam)
- 1997  EXTENDED VERSION (Theater am Halleschen Ufer, Berlin)
- 1998  friendly fire (Theater am Halleschen Ufer, Berlin)

No Fear (Theater am Halleschen Ufer, Berlin)
- 1999  Baustelle, Einfahrt Freihalten (commission of the Goethe Institute, Tallinn)

distanzlos, Solo (Theater am Halleschen Ufer, Berlin)
- 2001  mono subjects, Trio (TanzWerkstatt, Berlin)
- clever (commission of Dance Northwest and the University of Lancaster)

One Two One (Internationales Tanzfest Berlin)
- 2002  Schreibstück, score „Dialogues“, with artists on-site (Rio de Janeiro)
- 2003  Kaffee Kuchen Menschen Arbeit (first working phase of „STATIONS“) (Berlin)

STATIONEN - Station 1, Berlin (TanzWerkstatt/Podewil, Berlin)
Operation (video lecture) (HAU, Berlin)
- 2004  Ali (video lecture) (HAU, Berlin)

FUNKTIONEN (Zagreb, Kuusiku, Sofia, Berlin)
It's better to… (IMDT, Dublin)
- 2005  Laughing-Crying (Laban, London)
- 2006  Lehmen lernt (Tanzplattform 2006, Stuttgart)

In All Languages (Hebbel am Ufer)
Invitation (Haus der Kunst, München)
- 2007  Heromatik (Hebbel am Ufer)
- 2008 Club of Heroes (Teresina, Theatro Municipal Joao Paulo II)
- 2010  Schrottplatz (PACT Zollverein, Essen, Koproduktion PACT Zollverein, South Bank Center, London)
- 2012 Bitte… (Zodiak Helsinki, Koproduktion Pact Zollverein)

## Veröffentlichungen
- 2002 Thomas Lehmen „Schreibstück“ (German/English), ISBN 3-00-009996-4.
- 2003 Thomas Lehmen „STATIONEN“, Magazine (German/English), ISSN 1612-7161.
- 2004 Thomas Lehmen „FUNKTIONEN tool box“ (English), ISBN 3-00-014990-2.